# Famiglia etimologica
In lessicologia, il termine famiglia etimologica o famiglia di parole o famiglia lessicale (in inglese wordfamily) designa l'insieme delle parole derivanti da un etimo comune, nella visione sistematica del linguista o lessicografo che ne fa la cernita, raggruppando, suddividendo e catalogando le famiglie di parole in base a studi di linguistica comparata focalizzati sui seguenti elementi: nomenclatura, parole composte, composizione linguistica, formazione delle parole, flessione, alterazione, prefissi e prefissoidi, suffissi e suffissoidi, e soprattutto sul processo o fenomeno della derivazione diacronica delle parole connesse da una comune base, che costituisce appunto il loro etimo comune. Esso è l'elemento chiave per catalogare e di solito viene rintracciato in una parola molto primitiva del lessico,
anche se di scarsa frequenza attuale, anche se trattasi di arcaismo o latinismo o una "parola obsoleta", anche se non ha nessun appeal nella moderna comunicazione.
Certamente non possono essere considerate parole primitive, o etimi da cui parte storicamente il processo di formazione di ciascuna famiglia etimologica, i numerosi neologismi inutili o superflui (soprattutto gli anglismi ridondanti e alla moda) che penetrano mediaticamente nella attualità. Tuttavia essi, quando utili, sono nuove entrate in ciascun lemmario di questa o quella famiglia lessicale, contribuendo alla comprensione dei tessuti evolutivi dei linguaggi e delle sfumature linguistiche che si sovrappongono nelle categorie di un dizionario o tesauro (iponimi, olonimi, iperonimi, metonimi).

## Studio attuale delle etimologie neolatine
Attualmente lo studio di circa 500 famiglie etimologiche è facilitato dal fatto che molte liste di parole etimologicamente connettibili è presente in ciascuna voce del wikizionario inglese nella sezione parole connesse, in ciascuna voce del wikizionario francese nella sezione "vocabulaire" o in quella "Apparentés étymologiques" e in molte voci del wikizionario spagnolo. Il wikizionario italiano non dedica importanza all'argomento e non possiede fino ad oggi nessun modello di catalogazione o raggruppamento delle famiglie etimologiche, così come il wikizionario latino.
Un discorso a parte merita il wikizionario della interlingua che per la natura interlinguistica della stessa, necessariamente tratta in chiave congiunta ciascuna famiglia etimologica comune alle seguenti lingue: latino, italiano, spagnolo, francese, portoghese; a volte ampliando la prospettiva sincronica alle lingue locali o regionali, come per esempio la lingua siciliana.

## Studi antichi delle etimologie latine
Lo studio dei nessi etimologici risale alle Etymologiae ("Le Etimologie") di Isidoro di Siviglia, pubblicate dopo la morte dell'autore il 4 aprile dell'anno 636, che si sono rivelate essere una unica e ineguagliata, quindi monumentale e senza concorrenza, enciclopedia della lingua latina in vigore come lingua internazionale parlata comunemente.
Le Etymologiae di Isodoro hanno fatto scuola durante l'intero Medioevo, come una sorta di enciclopedia basilare per diffusione, uso e citazioni nelle università e da parte dei dotti latini, per ben 12 secoli, fino alla rivoluzione dalla Encyclopédie francese di Diderot e d'Alembert (XVIII secolo) e perciò fino al primato assunto dalla lingua francese come lingua ausiliaria internazionale in sostituzione del latino.
La etymologiae di Isidoro, esclusivamente in lingua latina e ignorando l'esistenza di possibili lingue alternative, toccavano spesso l'argomento dei nessi etimologici. Ciò avveniva però su un piano metalinguistico, che andava di pari passo con una impronta teologica e metafisica e con la formazione religiosa e cristiana dell'autore. Così, per fare un esempio, Isidoro immaginava una correlazione etimologica tra le parole vino e vena, dettata da Gesù Cristo, perché nella visione e discrezione di possibili nessi lessicali, aveva la idea che "il vino fa buon sangue", perciò migliorerebbe la qualità delle vene. Questo è pura speculazione ascientifica, in quanto semplicemente tra le parole "vino" e "vena" esiste paronimia, concetto non sviluppato dal vescovo di Siviglia perché lo ignorava o perché gli era scomodo in certe circostanze etimologiche che potevano essere contraria alla educazione del cristiano a servirsi con Fede delle parole di Dio, il quale avrebbe tracciato i solchi del lessico, con esclusione, e perciò mancata trattazione, di quello blasfemo.
L'enciclopedia francese del secolo dei lumi si è sbarazzata delle prospettive religiose e delle pseudo figure etimologiche caratterizzanti le Etymologiae di Isodoro, ed ha impostato lo studio scientifico dell'etimologia oggettivamente in base agli elementi lessematici a disposizione del lessicografo laico, razionale e aconfessionale.

## Sfera lessicale familiare
Alcuni linguisti ampliano le famiglie di parole, nell'ambito di ciascuna lingua, non limitando le derivazioni da una singola radice lessicale, ma combinandole sulla base di lessemi diversi ma semanticamente e logicamente affini.
Secondo il moderno dizionarismo, la famiglia lessicale deve comprendere i prestiti linguistici e quindi l'analisi degli etimi procede con il metodo sulla base delle parole primitive e della loro storia sotto il profilo interlinguistico. Ciascuna parola presa in considerazione nei raggruppamenti delle famiglie dei parole è relativa comunque alla lingua madre della lingua in questione, non esistendo ad oggi un unico dizionario etimologico universale delle lingue neolatine.
Un esempio di famiglia etimologica è dettato della parola latina classica caput (testa), che attraverso il latino volgare *capum, si è evoluta in italiano nella forma di capo, ma il suo etimo o radicale si trova anche nel prestito francese chef, che dunque appartiene alla stessa famiglia numerosa del verbo latino capere. In essa rientrano ben oltre 100 parole della lingua italiana essendo la famiglia etimologica più numerosa tra quelle latino-italiane che cominciano con il lessema primitivo CAP- e proseguono attraverso sue varianti CEP- CIP- CUP- e sotto-varianti lessematiche come CAPP- CATT- CHIAPP- CACCI- CEZ.
Quindi a titolo di esempio si riportano: concetto, concezione, cacciare concepire acchiappare, catturare, capire, cadetto, capitano, capitolo, capitello, capoccione, capolino, capitale, capone, quadricipite, concepibile, concetto, anticipazione, occipitale, accattonaggio, accappiatura, anticoncezionale, raccattare, neocapitalismo, recepimento, recuperare, scapolo, emancipare
Passando ad un'altra famiglia, la parola latina aqua ha derivato acqua ma anche acquatico, acquoso, acquedotto, acquario, acquerello (prestiti dal latino giunti come tali nella lingua francese), così come, in tutte le lingue neolatine, ha fatto discendere acquifero (parola composta con il suffisso latino -fère ), mentre la parola italiana spartiacque discende dall'incontro del lessema di acqua con la famiglia etimologica del lessema di parte (latino pars-partis) connesso al verbo spartire (da ex-partire, col significato di dividere).
Esistono anche famiglie lessicali che contengono sinonimi derivati dalla stessa radice ma entrati nella lingua per vie diverse, uno ereditato, l'altro preso in prestito. Sono doppietti tali, in rumeno, le parole che significano " fraterno » : frățesc (derivato dalla parola ereditata dal latino frate “ fratello ”) e fratern (preso in prestito dal latino).
I linguisti distinguono tra famiglia lessicale morfologica e famiglia lessicale semantica . Quella morfologica è formata per derivazione. In francese, ad esempio, la famiglia della parola champignon è connessa per via del morfema al verbo champignonner . La semantica lega questa famiglia a quella di fungo (< latino classico fungus ), da cui deriva fungaia, area attrezzata per la crescita dei funghi. Ampliando i campi semantici un'altra famiglia etimologica affine è quella che in termini botanici e medici è basata sul lessema mico- (< greco μυ ́κης, "fungo"). Quindi queste tre famiglie potrebbero essere considerate come un'unica famiglia semantica, essendo molto affini nel significato e logicamente complementari. Il tema di un convegno su un argomento omogeneo potrebbe infatti essere "funghi e micosi".
Dunque le famiglie lessicali non sono limitate a una singola lingua, ma sono ramificate nella famiglia di lingue . In questo senso consideriamo appartenenti alla stessa famiglia tutte le parole aventi per base la stessa radice dell'ipotetico comune indoeuropeo. Tale radice si deduce con metodi di linguistica comparata, sulla base di certe leggi fonetiche . Così, la parola sanscrita parayati " condurre attraverso », l'antico greco peirein « passare attraverso “, il latino portare ” portare ", l'hordan armeno " di avanzare “, i pariti slavi ” volare ", il vecchio faran inglese" viaggiare e tutte le parole basate su queste farebbero parte della stessa famiglia, proveniente dalla comune radice indoeuropea *per-, il cui significato è “ condurre da qualche parte, attraversare ».
Le famiglie lessicali costituite da parole che risalgono ad un antenato comune, anche se entrate in una lingua per vie diverse, si chiamano famiglie storiche. Quelle di quelle famiglie i cui membri sono sentiti imparentati dagli utenti, come water, watery, watery, ecc., Sono chiamate sincroniche .

## Famiglie di parole in alcune lingue
- (EN)  eat « manger » ; le doublet eatable (dérivé) = edible [emprunté au latin (< edibilis)] « mangeable, comestible » ; edibility « comestibilité » ; inedible « immangeable, non comestible » ; inedibility « non comestibilité » ; eater « mangeur » ; eatery « restaurant » ; edacious « vorace » (dérivé du (LA)  edax), etc.[4]
- (RO)  bun « bon », bunătate « bonté », bunăvoință « bonne volonté », bună-cuviință « bienséance », bunicel, bunișor (diminutifs de « bun »), îmbuna « rendre quelqu’un plus doux », îmbunare « action de rendre quelqu’un plus doux », îmbunătăți « améliorer », etc.[5]
- (HR)  racine drv- (du mot drvo « arbre, bois »), drvce « petit arbre », drven « en bois », drvenjara « maison en bois », drvar « bûcheron et/ou vendeur de bois », drvarica « femme qui coupe ou qui ramasse du bois », drvarnica « remise à bois »[6].

In ungherese ci sono famiglie di parole relativamente grandi, poiché non solo la derivazione è molto produttiva, ma anche la composizione, rispetto a una lingua come il francese, per esempio. Esempio di una famiglia con parole derivate e composte : munka " lavoro ", munkas " lavoratore » ; munkásság " attività lavorativa, insieme di lavoratori » ; megmunkál " lavorare, trattare ( transitivo ) ; munkálkodik " occupato a lavorare » ; munkareő " forza lavoro » ; munkatev ' piano di lavoro » ; munkaszervezes ” organizzazione del lavoro » ; vasmunka " operaio siderurgico ", eccetera..
In questa lingua, ci può essere un numero relativamente grande di parole derivate l'una dall'altra, membri di una famiglia insieme ad altre parole ancora. Esempio dalla radice ad- del verbo ad “ dato » : + -at → annuncio a “ dati, informazioni "+ -ol → adat ol " lui/lei documenta "+ -cappello → cappello adatol " può documentare "+ -atlan → adatolhat atlan " impossibile da documentare "+ -ság → adatolhatatlan ság " impossibilità di documentare ».